# Epistel
En epistel er en skrivelse, der i antikken blev sendt ud til en eller flere personer. Epistler kan sammenlignes med nutidens breve.
Epistler er mest kendt fra Det Nye Testamente, hvor der findes 22 epistler, de fleste er skrevet af Paulus. Betegnelsen epistel bruges i kirkens gudstjeneste, når der læses op fra et af Det Nye Testamentes breve.